# Lijst van nummer 1-hits in de UK Singles Chart in 1986
Deze hits stonden in 1986 op nummer 1 in de UK Singles Chart:
| Datum        | Artiest                                         | Titel                                            |
| ------------ | ----------------------------------------------- | ------------------------------------------------ |
| 4 januari    | Shakin' Stevens                                 | Merry Christmas everyone                         |
| 11 januari   | Pet Shop Boys                                   | West End girls                                   |
| 18 januari   | Pet Shop Boys                                   | West End girls                                   |
| 25 januari   | a-ha                                            | The sun always shines on TV                      |
| 1 februari   | a-ha                                            | The sun always shines on TV                      |
| 8 februari   | Billy Ocean                                     | When the going gets tough, the tough get going   |
| 15 februari  | Billy Ocean                                     | When the going gets tough, the tough get going   |
| 22 februari  | Billy Ocean                                     | When the going gets tough, the tough get going   |
| 1 maart      | Billy Ocean                                     | When the going gets tough, the tough get going   |
| 8 maart      | Diana Ross                                      | Chain reaction                                   |
| 15 maart     | Diana Ross                                      | Chain reaction                                   |
| 22 maart     | Diana Ross                                      | Chain reaction                                   |
| 29 maart     | Cliff Richard & The Young Ones & Hank B. Marvin | Living doll                                      |
| 5 april      | Cliff Richard & The Young Ones & Hank B. Marvin | Living doll                                      |
| 12 april     | Cliff Richard & The Young Ones & Hank B. Marvin | Living doll                                      |
| 19 april     | George Michael                                  | A different corner                               |
| 26 april     | George Michael                                  | A different corner                               |
| 3 mei        | George Michael                                  | A different corner                               |
| 10 mei       | Falco                                           | Rock me Amadeus                                  |
| 17 mei       | Spitting Image                                  | The chicken song                                 |
| 24 mei       | Spitting Image                                  | The chicken song                                 |
| 31 mei       | Spitting Image                                  | The chicken song                                 |
| 7 juni       | Doctor & the Medics                             | Spirit in the sky                                |
| 14 juni      | Doctor & the Medics                             | Spirit in the sky                                |
| 21 juni      | Doctor & the Medics                             | Spirit in the sky                                |
| 28 juni      | Wham!                                           | The edge of heaven / Where did our heart go      |
| 5 juli       | Wham!                                           | The edge of heaven / Where did our heart go      |
| 12 juli      | Madonna                                         | Papa don't preach                                |
| 19 juli      | Madonna                                         | Papa don't preach                                |
| 26 juli      | Madonna                                         | Papa don't preach                                |
| 2 augustus   | Chris de Burgh                                  | The lady in red                                  |
| 9 augustus   | Chris de Burgh                                  | The lady in red                                  |
| 16 augustus  | Chris de Burgh                                  | The lady in red                                  |
| 23 augustus  | Boris Gardiner                                  | I want to wake up with you                       |
| 30 augustus  | Boris Gardiner                                  | I want to wake up with you                       |
| 6 september  | Boris Gardiner                                  | I want to wake up with you                       |
| 13 september | The Communards & Sarah Jane Morris              | Don't leave me this way                          |
| 20 september | The Communards & Sarah Jane Morris              | Don't leave me this way                          |
| 27 september | The Communards & Sarah Jane Morris              | Don't leave me this way                          |
| 4 oktober    | The Communards & Sarah Jane Morris              | Don't leave me this way                          |
| 11 oktober   | Madonna                                         | True blue                                        |
| 18 oktober   | Nick Berry                                      | Every loser wins                                 |
| 25 oktober   | Nick Berry                                      | Every loser wins                                 |
| 1 november   | Nick Berry                                      | Every loser wins                                 |
| 8 november   | Berlin                                          | Take my breathe away (Love theme from 'Top Gun') |
| 15 november  | Berlin                                          | Take my breathe away (Love theme from 'Top Gun') |
| 22 november  | Berlin                                          | Take my breathe away (Love theme from 'Top Gun') |
| 29 november  | Berlin                                          | Take my breathe away (Love theme from 'Top Gun') |
| 6 december   | Europe                                          | The final countdown                              |
| 13 december  | Europe                                          | The final countdown                              |
| 20 december  | The Housemartins                                | Caravan of love                                  |
| 27 december  | Jackie Wilson                                   | Reet petite (The sweetest girl in town)          |

1952 ·
1953 ·
1954 ·
1955 ·
1956 ·
1957 ·
1958 ·
1959 ·
1960 ·
1961 ·
1962 ·
1963 ·
1964 ·
1965 ·
1966 ·
1967 ·
1968 ·
1969 ·
1970 ·
1971 ·
1972 ·
1973 ·
1974 ·
1975 ·
1976 ·
1977 ·
1978 ·
1979 ·
1980 ·
1981 ·
1982 ·
1983 ·
1984 ·
1985 ·
1986 ·
1987 ·
1988 ·
1989 ·
1990 ·
1991 ·
1992 ·
1993 ·
1994 ·
1995 ·
1996 ·
1997 ·
1998 ·
1999 ·
2000 ·
2001 ·
2002 ·
2003 ·
2004 ·
2005 ·
2006 ·
2007 ·
2008 ·
2009 ·
2010 ·
2011 ·
2012 ·
2013 ·
2014 ·
2015 ·
2016 ·
2017 ·
2018 ·
2019 ·
2020 ·
2021
- Nederland (Top 40)
- Nederland (Single Top 100)
- Nederland (Verrukkelijke 15)
- Vlaanderen (Radio 2 Top 30)
- Duitsland
- Frankrijk
- Italië
- Verenigd Koninkrijk
- Verenigde Staten (Hot 100)